# Ed Dahler
Edward Christian Dahler jr., detto Ed (Rosemond, 31 gennaio 1926 – Hillsboro, 16 marzo 2012), è stato un cestista statunitense, professionista nella NPBL e nella NBA.

## Carriera
Venne selezionato dai Philadelphia Warriors al secondo giro del Draft NBA 1950 (14ª scelta assoluta).

## Palmarès
- All-NPBL Second Team (1951)